# 10gō tanjō! Kamen Raider zen'in shūgō!!
10gō tanjō! Kamen Raider zen'in shūgō!! (10号誕生!仮面ライダー全員集合!! Jūgō tanjō! Kamen Raidā zen'in shūgō!!) è un film televisivo appartenente al franchise di Kamen Rider che venne trasmesso il 3 gennaio 1984. Lo special introduce il personaggio Kamen Rider ZX, il decimo individuo a portare il titolo di Kamen Rider.

## Trama
Ryo Murasame è un pilota di aerei. Un giorno stava volando, insieme a sua sorella, sulla foresta amazzonica quando furono abbattuti da un UFO. Sono sopravvissuti alla caduta ma furono catturati dall'Impero Badan. La sorella di Ryo venne uccisa mentre Ryo venne trasformato nel cyborg chiamato ZX (Zet-Cross). La sua memoria fu cancellata da Badan e servì l'organizzazione come loro agente. Questo non durò a lungo quando un incidente fece tornare la memoria a Ryo che fuggì da Badan giurando vendetta.
Un anno dopo, Ryo incomincia il suo attacco contro Badan quando l'organizzazione ha costruito la sua arma di distruzione di massa, lo Space Break System. Un attacco coordinato da parte dei primi nove Kamen Rider ha interrotto i rifornimenti di Badancium 84, il materiale che serve per far funzionare lo Space Break System. Quando Ryo arriva, ha scambiato Kamen Rider V3, Riderman e Super-1 per dei nemici. Gli altri Rider riuscirono a convincere Ryo che stanno dalla sua parte e solo un camion di Badancium 84 arrivò alla base di Badan, comandata dall'Ambasciatore Oscuro.
Dopo aver guardato un video che racconta la storia dei Kamen Rider, Ryo è stupito dal fatto che ci sono altri eroi come lui. Successivamente si unisce agli altri Rider in un assalto alla base di Badan. Durante l'assalto, Ryo incontra il suo vecchio compagno Mikage, che assume la forma del mostro Tigeroid per costringerlo a combattere. Dopo aver sconfitto Tigeroid, ZX arriva insieme agli altri Rider ad affrontare l'Ambasciatore Oscuro e i mostri cyborg di Badan. Quando l'Ambasciatore Oscuro cerca di distruggere i Rider con lo Space Break Systen, i nove eroi decisero di dare la loro energia a ZX che uccide l'Ambasciatore Oscuro con lo ZX Kick. Il Grande Capo di Badan compare brevemente per salutare i Kamen Rider prima di svanire nel nulla. Alla fine, ZX entra nelle file dei Kamen Rider come loro decimo membro.